# 왕훈 (전한)
왕훈(王勳, ? ~ ?)은 전한 말기의 관료이다.

## 행적
하평 원년(기원전 28년), 수형도위에 임명되었다.

## 출전
- 반고, 《한서》 권19하 백관공경표 下

| 전임 작 | 전한의 수형도위 기원전 28년 ~ 기원전 25년? | 후임 김창 |